# Rudolf Theil
Rudolf Theil (n. 20 martie 1844, Băgaciu, România – d. 24 iulie 1910, Sibiu, Austro-Ungaria) a fost istoric, preot și profesor.

## Viața și opera
Rudolf Theil a urmat studiile gimnaziale la Mediaș, iar pe cele superioare la Viena, Berlin, Jena, în domeniul teologiei și istoriei. Începând cu 1865 a fost profesor secundar la Mediaș, iar din 1878 până în 1899 a fost preot în județul Sibiu.
Ca istoric s-a ocupat de societatea săsească la începuturile colonizării ei în Transilvania, având o atenție sporită spre stucturile sociale și relațiile agrare din secolul al XVII-lea.

## Opera[1]
- Urkundenbuch zur Geschichte des Mediascher Kapitels bis zur Reformation, Sibiu,1870, VI, p. 83.
- Die Erbgrafen der zwei Stuhle, în MGP, 1869/70, p. 3-63.
- Beitrage zur sacksischen Agrargeschichte im siebzehnten Jh., în AVSL, XXX (1902), p. 399 -430.